# Porta Toffoli

A Porta Toffoli pode ser construída a partir de portas T e Hadamard de um qubit e um mínimo de seis CNOT.

Em circuitos lógicos, a porta Toffoli (também conhecida como porta CCNOT), inventada por Tommaso Toffoli, é uma porta lógica reversível universal, o que significa que qualquer circuito reversível clássico pode ser construído a partir de portas Toffoli. Também é conhecida como a porta "controlada-não controlada", que descreve sua ação. Tem entradas e saídas de 3 bits; se os dois primeiros bits forem 1, o terceiro bit é invertido, caso contrário, todos os bits permanecem iguais.
Uma porta lógica L que consome entradas é reversível se cumprir as seguintes condições: L(x)=y é uma porta onde, para qualquer saída y, há uma entrada única x. A porta L é reversível se houver uma porta L′(y)=x que mapeia y para x. A partir das portas lógicas comuns, NOT é reversível, como pode ser visto em sua tabela de verdade a seguir.
| ENTRADA | SAÍDA |
| ------- | ----- |
| 0       | 1     |
| 1       | 0     |

A porta AND comum não é reversível, pois as entradas 00, 01 e 10 estão todas mapeadas para a saída 0. As portas reversíveis têm sido estudadas desde os anos 60. A motivação original era que as portas reversíveis dissipavam menos calor (ou, em princípio, nenhum calor).
A motivação mais recente vem da computação quântica. Na mecânica quântica, o estado quântico pode evoluir de duas maneiras, pela equação de Schrödinger (transformações unitárias) ou pelo seu colapso. As operações lógicas para computadores quânticos, das quais a porta Toffoli é um exemplo, são transformações unitárias e, portanto, evoluem de forma reversível.
Qualquer porta reversível que consuma suas entradas e permita todos os cálculos de entrada não deve ter mais bits de entrada do que bits de saída, de acordo com o princípio de encaixotamento. Para um bit de entrada, existem duas portas reversíveis possíveis. Uma delas não é. A outra é a porta de identidade, que mapeia sua entrada para a saída sem alterações. Para dois bits de entrada, a única porta não trivial é a porta NAND, que realiza uma operação XOR entre o primeiro e o segundo bit, deixando o primeiro bit inalterado.
| ENTRADA | ENTRADA | SAÍDA | SAÍDA |
| ------- | ------- | ----- | ----- |
| 0       | 0       | 0     | 0     |
| 0       | 1       | 0     | 1     |
| 1       | 0       | 1     | 1     |
| 1       | 1       | 1     | 0     |

{\displaystyle {\begin{bmatrix}1&0&0&0\\0&1&0&0\\0&0&0&1\\0&0&1&0\\\end{bmatrix}}}